# مركز الفيزياء النظرية بالجامعة البريطانية
مركز الفيزياء النظرية في الجامعة البريطانية في مصر (CTP-BUE) 
يعتبر الأول من نوعه على مستوى الجامعات المصرية تأسس في يونيو عام 2006 بواسطة الدكتور شعبان خليل، وخلفه في المنصب الاستاذ الدكتور ممدوح ونس الاستاذ بقسم الفلك بجامعة القاهرة ويرأس المركز الآن الاستاذ الدكتور عمرو الزنت.
يقوم المركز بعمل مؤتمرات دولية وورش عمل ومدارس صيفية لصغارالباحثين، كما يقوم بالإشراف على طلاب الدراسات العليا وتوفير منح علمية لكل من طلاب الماجستبر والدكتوراه/ المركز حاصل على درجة 
The مؤشر هيرش for the Scientific publications of the 
Centre.
اختير المركز كأول مركز الفيزياء النظرية يتبع مركز الدولي للفيزياء النظرية ترستا - إيطاليا (ICTP)، مركز محمد عبد السلام يعتبر أحد المراكز الستة التابعة إلى المركز الدولي للفيزياء النظرية على مستوى العالم.

## أهداف المركز
1- إنشاء مجتمع من العلماء متخصص في البحث العلمي على مستوى عال في العلوم، الرياضيات والفيزياء النظرية خاصة في مجال فيزياء الجسيمات.

2- تحسين البحث العلمي في مصر من خلال وضع برامج بحثية جيدة في العلوم من مؤتمرات وورش عمل وندوات متخصصة.

3- جذب عدد من العلماء البارزين الدوليين كزائرين للنهوض والمساعدة في المجتمع البحثى المحلى.

4- يخدم الاكاديمببن المصريين والمعاهد البحثية عن طريقة المساهمة في الانشطة البحثية من خلال التواصل مع أعضاء المركز.
ويعتبر المركز مسئول عن إنشاء وإدارة شبكة مصرية فيزياء الطاقة العالية، تضم مجموعة من الخبراء في هذا المجال من الجامعات المصرية تحت إشراف وبرعاية رئيس أكاديمية البحث العلمى والتكنولوجيا. بهدف إعداد وتجهيز الخبرات الفنية اللازمة لتصنيع أجزاء من أجهزة الرصد والقياس، المستخدمة في التجربة والمعدات الإلكترونية عالية المواصفات. 
وتهدف هذه الشبكة إلى مواكبة الثورة العلمية المرتقبة في فيزياء الجسيمات الأولية - النموذج العياري لفيزياء الجسيمات
، وتطوير تقنيات رقمية لتمكن من تحليل بيانات تجارب مصادمات الهادرونات الكبيرة مصادم الهدرونات الكبير، التي سوف يكون لها مردود بيئي وصناعي.

## الشبكة المصرية لفيزياء الطاقة العالية
تتألف الشبكة المصرية لفيزياء الطاقة العالية من ثلاث مجموعات علمية:
1- مجموعة النظرية لفيزياء الطاقة العالية:

والتي يمثل مركز الفيزياء النظرية داخل الجامعة البريطانية في مصر أغلبية أعضائها، وتختص هذه المجموعة بالأبحاث النظرية في فيزياء الطاقة العالية وفي خلال العام والنصف الماضي قام أعضاء هذه المجموعة بنشر أكثر من سبعة عشر بحثا في أكبر المجالات العلمية العالمية.

2- مجموعة المحاكاة وتحليل بيانات:

ينتمي الي هذه المجموعة باحثيين من جامعة القاهرة ومركز الفيزياء النظرية بالجامعة البريطانية. تقوم هذه المجموعة بتحليل بيانات تجارب الـ LHC وعمل محاكاة (Simulation) للنماذج النظرية التي تدرسها المجموعة العملية لفيزياء الطاقة العالية.

3- المجموعة العملية لفيزياء الطاقة العالية:

وتضم هذه المجموعة باحثيين من جامعتي حلوان والقاهرة والتي سوف تقوم بتجميع وأختبارأجزاء أجهزة الرصد (RPC’s) لتجربة مصادم الهدرونات الكبير. 

وفي يوم 19/3/2010 أثناء اجتماع مجلس أعضاء أحدي أكبر تجارب مشروع المصادم الهادرونى الكبير وهي تجربة الـ CMS Experiment at LHC تم التصويت على الملف المصري المقدم من الشبكة المصرية لفيزياء الطاقة العالية ب[[أكاديمية البحث العلمي والتكنولوجيا، ولقد كانت نتيجة التصويت 69 صوتا مؤيدا لانضمام مصر للتجربة مقابل صوتين فقط كانا معارضين وبالتالى أصبحت مصر، ممثلة في الشبكة المصرية لفيزياء الطاقة العالية، عضوا رسميا في إحدى أهم التجارب الفيزيائية في العصر الحديث كأول دولة عربية وأفريقية وثالث دولة في العالم الثالث تشترك في هذه التجربة.

## إنجازات
كما حقق مركز أبحاث الفيزياء النظرية داخل الجامعة البريطانية في مصر إنجازاً دولياً باختياره ليكون أحد المراكز العلمية التابعة لمركز الفيزياء النظرية بتريستا - إيطاليا التابع لمنظمة اليونسكو.
جاء اختيار المركز الذي تأسس في الجامعة البريطانية في مصر عام 2006 تقديراً لإنتاجه ونشاطه العلمي المتميز على مدار السنوات الخمس الماضية.
تمكن المركز خلال خمس سنوات (منذ انشائه) من نشر أكثر من سبعين بحثا علميا في أهم المجلات والدوريات العالمية، كما نظم ثلاثة مؤتمرات دولية شارك في كل منها عشرات العلماء من جامعات أمريكا وأوروبا واليابان وكوريا، كذلك يقدم المركز العديد من منح دراسة الماجستير والدكتوراه بإشراف كبار الباحثين، وأيضا منح أبحاث ما بعد الدكتوراه للباحثين من داخل مصر وخارجها.